# Sexstreik

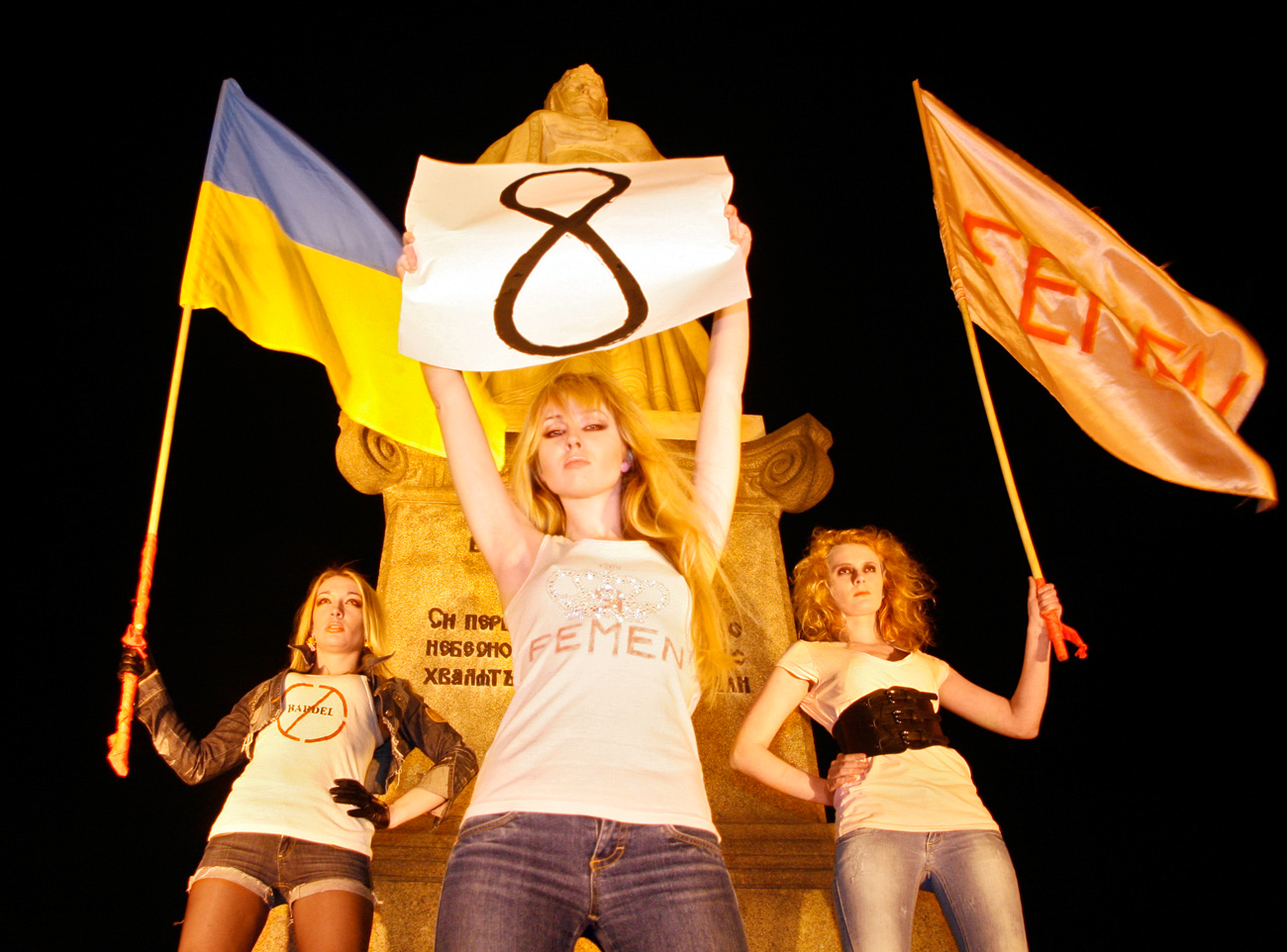
FEMEN ruft zum Sex-Boykott auf und gegen die sexuelle Ausbeutung ukrainischer Frauen, 2010

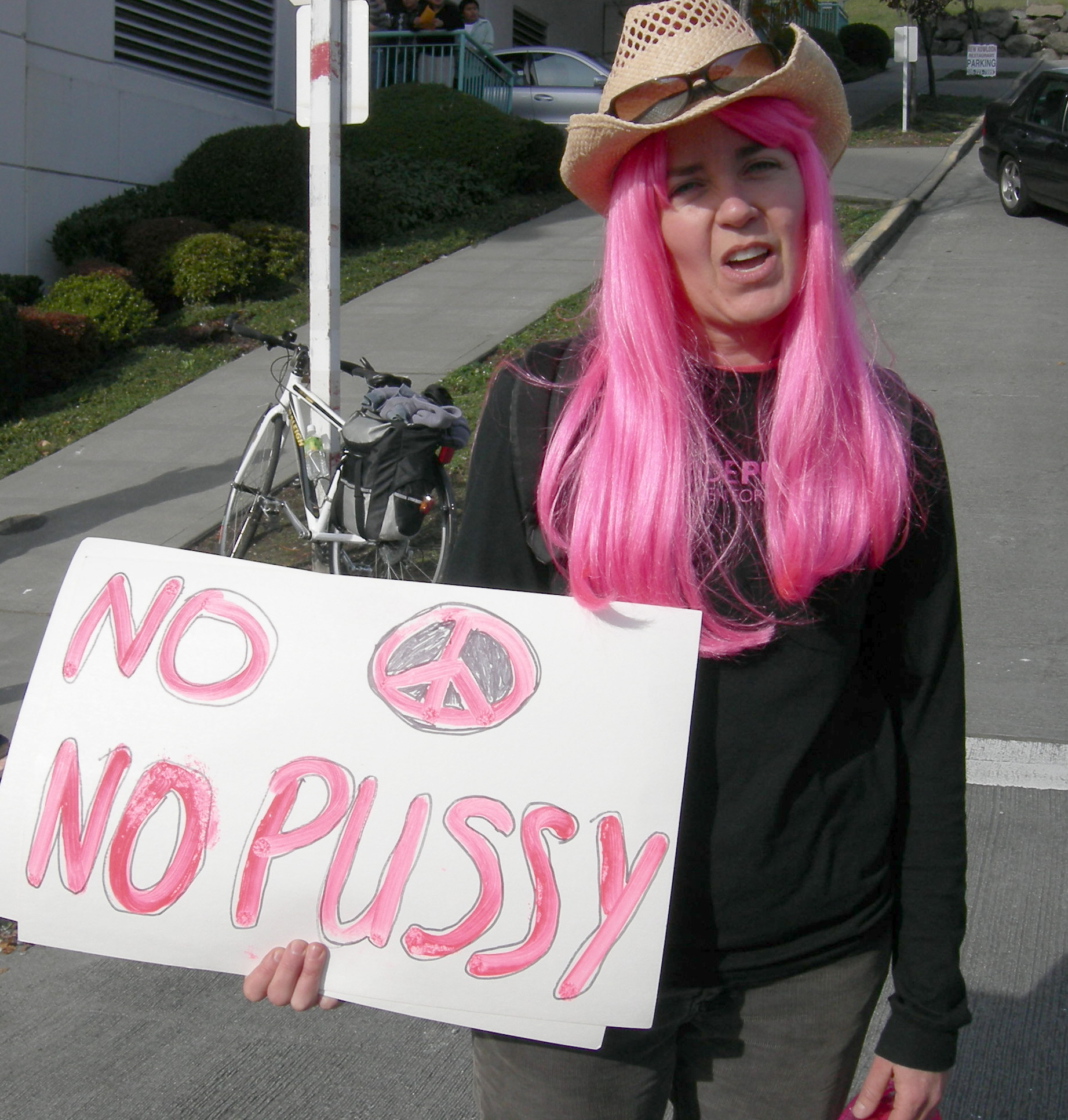
Antikriegsdemonstration in Seattle, 2007

Ein Sexstreik oder Sexboykott ist ein Streik und eine friedliche Opposition, bei der eine oder mehrere Personen keine sexuellen Kontakte mit ihren Partnern haben, um bestimmte Ziele zu erreichen. Es ist eine Form der vorübergehenden sexuellen Zurückhaltung (sexuelle Abstinenz). Sex-Streiks wurden durchgeführt, um gegen viele Probleme zu protestieren, bis hin zu Krieg und Bandenkriminalität. Sexboykott ist auch im Theater und in Unterhaltungsfilmen ein wiederkehrendes Thema. Obwohl ein Sexstreik meist von Frauen durchgeführt wird, ist er nicht identisch mit einem Frauenstreik.

## Beispiele
2001 traten Frauen im Ort Sırtköy bei Antalya in einen Sexstreik, damit das Wassersystem repariert wird. Die Frauen mussten   Trinkwasser kilometerweit tragen oder mit Eseln ins Dorf bringen.
Der Aufruf von Leymah Gbowee an die Frauen in Liberia 2003, nach 14 Jahren Bürgerkrieg für den Frieden in den Sexstreik zu treten, erlangte zumindest in den Medien Aufmerksamkeit.
Im September 2006 organisierten Jennifer Bayer und andere Frauen von Pereira in Kolumbien einen Sexstreik als Antwort auf 480 Todesfälle aufgrund von Bandenkriminalität in der Region.
2008 traten die Frauen von Kıca, Türkei, wegen des Wassermangels in den Streik. Die Frauen mussten das Wasser aus 13 Kilometern Entfernung in Kanistern tragen oder auf dem Rücken von Eseln in den Ort bringen.
In Neapel riefen Frauen 2008 zu einem Sexstreik gegen Silvesterfeuerwerk auf.
2009 riefen Rukia Subow und andere Aktivistinnen in Kenia zum Sexstreik auf, um Frieden im Land herbeizuführen; die Prostituierten sollten eine finanzielle Entschädigung erhalten, um den Streik zu unterstützen.
2011 rief die flämische Politikerin Marleen Temmerman, Gent, wegen einer politischen Krise zum Sexstreik auf, ohne selbst an eine Wirkung ihres Aufrufs zu glauben. Als im April 2010 die Koalition unter Yves Leterme zerbrochen war, hatten Neuwahlen zu keinem Ergebnis geführt.
2011 kam es zu einem Sexstreik auf der Insel Mindanao der Philippinen, um Frieden herbeizuführen.
In Barbacoas, Kolumbien, schlossen sich 2011 etwa 300 Frauen einem Sexstreik an, bis die Straßenanbindung des Ortes wieder akzeptabel sei.
2012 sollen Prostituierte in Spanien wegen der Folgen der Finanzkrise gezielt Banker als Freier abgelehnt haben.
Isabelle Ameganvi rief bei einer Kundgebung am 25. August 2012 in Lomé, Togo die Frauen ihres Landes mit den Worten „Ladies, ihr müsste das Tor zum Mutterland verschlossen halten!“ zu einem siebentägigen Sexstreik auf, um eine Wahlrechtsreform des amtierenden Präsidenten Faure Gnassingbé zu verhindern.
Der Japaner Yōichi Masuzoe wurde 2014 trotz Sexstreiks zum Gouverneur der Präfektur Tokio gewählt.
2014 rief der Männer-Aktivist Nderitu Njoka in Kenia zum Sexstreik auf, um die angebliche Diskriminierung der Männer durch Frauen und die Regierung zu beenden. Er kritisierte unter anderem, dass mittlerweile in 60 Prozent der Haushalte in Kenia eine Frau das Sagen habe, obwohl der Ehemann anwesend sei.

## Kritik
Die Aktionsform wirft auch Fragen auf: Ist sexuelle Befriedigung für Männer wichtiger als für Frauen? Findet durch diese Protestform eine Objektivierung der Frauen statt?

## Schauspiel, Film
Das berühmteste Beispiel für einen Sex-Streik in der Kunst ist die Komödie des griechischen Dramatikers Aristophanes Lysistrata gegen den Krieg. Die weiblichen Charaktere in diesem Stück werden von Lysistrata angeführt. Sie verweigern den Sex mit ihren Ehepartnern, um ein Ende des Peloponnesischen Krieges zu erzwingen. Die Komödie wurde mehrfach verfilmt, so 1947 im österreichischen Spielfilm Triumph der Liebe, 1959 in der DDR als Lysistrata oder der Bettstreik der Athenerinnen und 1961 im bundesdeutschen Fernsehfilm Die Sendung der Lysistrata.  Mehr aus Eifersucht streiken Frauen in der deutschen Filmkomödie Ehestreik aus dem Jahr 1935 und deren Neuverfilmung Ehestreik aus dem Jahr 1953.
Lisa's Sex Strike ist eine Komödie von Blake Morrison aus dem Jahre 2007, die Lysistrata adoptiert. Sie wurde im Octagon Theatre, Bolton, gespielt.
In der Komödie Absurdistan aus Aserbaidschan 2008 treten die Frauen in den Streik, in der Hoffnung, dass die Männer eine defekte Wasserleitung zum Dorf instand setzen. Während die meisten Männer in die Stadt fahren wollen, riskiert einer der Männer sein Leben, um die Hochzeit mit seiner großen Liebe nicht zu versäumen.
Im deutschen Fernsehfilm Sexstreik! aus dem Jahr 2010 wirkten unter anderem Elena Uhlig und Henning Baum mit.
Im französisch-belgisch-italienisch-marokkanischen Film Quelle der Frauen von Radu Mihăileanu aus dem Jahr 2011 geht es um die Anlage einer Wasserleitung für das Dorf.
Der Film Chi-Raq ist ein US-amerikanisches Drama von Spike Lee aus dem Jahr 2015. Die Frauen protestieren gegen die blutigen Straßenfehden der Gangs in Chicago: „No Peace, No Pussy“.
Im Februar 2015 führten die Musiker Rona Geffen, Hilit Rozental und Ann Streichman in Israel ihre Elektro-Oper „STRIKE! No Sex in TLVillage“ zum ersten Mal auf.